# メディスン・コンピレーション
『メディスン・コンピレーション』（Medicine compilation-From the Quiet Lodge）は、細野晴臣の14作目のオリジナル・アルバム。1993年3月21日にエピックレコードジャパンからリリースされた。

## 概要
- 細野晴臣のアンビエント期の作品。
- 前作『オムニ・サイト・シーイング』から約3年ぶりのリリース。
- アルバム『トロピカル・ダンディー』のセルフカバー「HONEY MOON」が収録されている。
- 当時着目していた、カルロス・カスタネダのドンファンシリーズから、ネイティブ・アメリカンの思想に影響を受けている。

## 収録曲
| #         | タイトル                                                     | 作詞        | 作曲                         | 時間  |
| --------- | ------------------------------------------------------------ | ----------- | ---------------------------- | ----- |
| 1.        | 「LAUGHTER MEDITATION」(ラフター・メディテイション)          | コシミハル  | 細野晴臣、ケイ中山           | 8:05  |
| 2.        | 「HONEY MOON」(ハニー・ムーン)                               | 細野晴臣    | 細野晴臣                     | 5:04  |
| 3.        | 「DEIRA」(デイラ)                                            |             | 細野晴臣                     | 3:23  |
| 4.        | 「QUIET LODGE EDIT」(クワイエット・ロッジ・エディット)       |             | 細野晴臣、ケイ中山、寺田康彦 | 5:27  |
| 5.        | 「MEDICINE MIX」(メディスン・ミックス)                       |             | 細野晴臣、清水靖晃           | 6:33  |
| 6.        | 「SAND STORM EDIT」(サンド・ストーム・エディット)            |             | 細野晴臣、ケイ中山、寺田康彦 | 3:42  |
| 7.        | 「MABUI DANCE #2」(マブイ・ダンス #2)                        | Traditional | 細野晴臣                     | 9:46  |
| 8.        | 「AIWOIWAIAOU」(アイウォイワイアオウ)                        | 細野晴臣    | 細野晴臣                     | 6:23  |
| 9.        | 「ARMENIAN ORIENTATION」(アルメニアン・オリエンテーション)   |             | 細野晴臣                     | 10:37 |
| 10.       | 「AMBIENT MEDITATION #3」(アンビエント・メディテーション #3) |             | ララージ                     | 4:03  |
| 合計時間: | 合計時間:                                                    | 合計時間:   | 合計時間:                    | 63:03 |

## 参加ミュージシャン
ミュージシャン :
- 細野晴臣（Vo、ac.g、k、etc.）
- ララージ（zither、kalimba）
- 中山ケイ（808、b、Oxygen harp、sampling、p、perc）
- コシミハル（p、voice）
- 矢野顕子（vo）
- マリア・ブラッキン（vo）
- 木津茂理（cho）
- 民謡子（cho）
- 上原知子（vo）
- 照屋林賢（三味線）
- チト河内（pan-drums）
- 原田裕臣（pan‐drums）
- 福沢もろ（voice）、他

プロデューサー :
- 細野晴臣

エンジニア :
- 細野晴臣
- 寺田康彦
- 田中信一
- 吉野金次
- 中山ケイ